# Andreas von Phú Yên

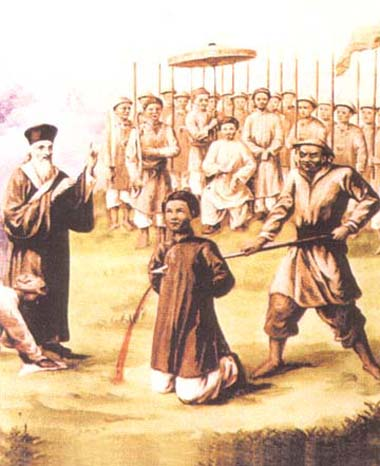
Martyrium des Andreas von Phú Yên. Nicht-zeitgenössische Darstellung. Links ist Alexandre de Rhodes abgebildet, der Zeuge der Hinrichtung wurde.

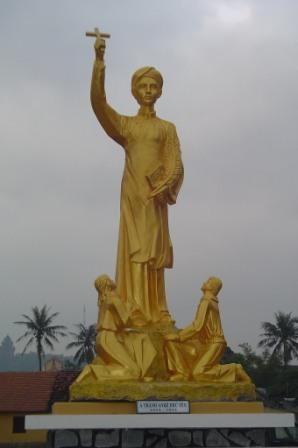
Statue von Andreas von Phú Yên in Mằng Lăng

Andreas (Anrê) von Phú Yên (* 1624/25/26 in Mằng Lăng, Tuy An, Provinz Phú Yên; † 26. Juli 1644 in Kẻ Chàm, Provinz Quảng Nam) war der erste Vietnamese, der aufgrund seiner Konversion zum christlichen Glauben hingerichtet wurde. Er wird in der katholischen Kirche als Seliger und „Protomärtyrer Vietnams“ verehrt.

## Leben
Sein ursprünglicher vietnamesischer Name ist nicht überliefert. Er schloss sich als Jugendlicher dem Jesuiten Alexandre de Rhodes an, der seit 1640 im zentralen Vietnam (damals Cochinchina genannt) wieder missionarisch tätig war. 1641 wurde er von diesem getauft und nahm dabei den christlichen Namen Andreas an. In der Folgezeit wurde er Katechet (Religionslehrer) und unterstützte De Rhodes als landeskundiger Gehilfe.
Der Machthaber der Region, der Nguyễn-Lord Nguyễn Phúc Lan, hatte den christlichen Missionar in seinem Herrschaftsgebiet zunächst toleriert, kam aber Anfang 1644 zu dem Schluss, dass dessen wachsende Anhängerschar eine Gefahr für seine Herrschaft darstellen könnte. De Rhodes fiel in Ungnade und wurde verhaftet, das Christentum verboten. Als Gefangener wurde er Augenzeuge der Hinrichtung seines Gehilfen Andreas: Da dieser sich weigerte, seinen Glauben öffentlich abzuschwören, wurde er vom lokalen Statthalter als abschreckendes Beispiel zum Tode verurteilt. Am 26. Juli wurde er im Alter von etwa neunzehn Jahren durch einen Speerstoß und anschließende Enthauptung hingerichtet.
De Rhodes wurde schließlich 1645 unter Androhung der Todesstrafe aus dem Land verbannt und ging nach Macau, wobei er Andreas’ Überreste als Reliquien mitnahm. Vermutlich noch in Gefangenschaft hatte er einen 16-seitigen portugiesischsprachigen Bericht verfasst, in dem er das Martyrium seines Unterstützers schilderte. Nach seiner Rückkehr nach Europa baute er die Beschreibung umfangreich aus und veröffentlichte 1652 eine italienische und im Jahr darauf eine französische 109-seitige Schilderung der Ereignisse. Dieser Text diente den späteren spanischen und französischen Missionaren in Vietnam als Grundlage für die Verbreitung der Andreas-Verehrung.

## Verehrung und Seligsprechung
Im Jahr 1892 ließ die Pariser Mission in Andreas’ Heimatort Mằng Lăng eine ihm gewidmete neogotische Kirche errichten.
Am 5. März 2000 wurde Andreas von Phú Yên durch Papst Johannes Paul II. im Rahmen einer Messe im Petersdom seliggesprochen (gemeinsam mit Pedro Calungsod, Nicolas Bunkerd Kitbamrung, den Protomärtyrern von Brasilien und den Märtyrinnen von Nowogródek). Er war einer der Patrone des Weltjugendtags 2002.